# Theil-sur-Vanne
Theil-sur-Vanne est une ancienne commune française, située dans le département de l'Yonne en région Bourgogne-Franche-Comté, devenue, le 1er janvier 2016, une commune déléguée de la commune nouvelle des Vallées-de-la-Vanne.

## Géographie
Le territoire de Theil dispose de plusieurs habitats. Le village adopte le plan des villages-rue. L'église paroissiale est décentrée vers l'Est. Le carrefour principal actuel est d'implantation récente, provoquée par l'éventration du parc du château au profit de la route nationale. 
La Malhortie doit son nom à une famille du XVIe siècle qui a su y faire émerger une métairie.

## Toponymie
Vanne est un toponyme désignant un  « retranchement construit dans une rivière pour fermer le passage aux poissons ».

## Histoire[2]
Le finage est traversé par une voie romaine arrivant de Sens. Elle vient de se séparer au niveau de Mâlay-le-Grand de celle conduisant à Troyes et à Trêves qui reste sur la rive gauche de la Vanne. Cette branche routière mène à Avrolles, Lyon (qui n'est pas la capitale des Gaules mais la ville où a été fixé par les Romains le culte qui leur était dû) et Rome. 
La paroisse de Theil est dédiée à saint Martin, apôtre des Gaules et protecteur de la dynastie mérovingienne.

### Haut Moyen Âge
Theil a sans doute fait partie du domaine rural dépendant du palais royal mérovingien de Mâlay très actif au début du VIIe siècle. L'abandon de ce palais provoque une lente érosion du foncier destiné à la subsistance de ses hôtes.

### Moyen Âge
Au XIIe siècle, les souverains effectuent des ponctions à Pont-sur-Vanne (moulin Saint-Philibert), Vaumort (Chavan), Cerisiers et Fossemore (lieudit de Theil) au profit du jeune ordre chevaleresque de Saint-Jean de l'Hôpital. Les chevaliers y gagnent le moulin de Fossemore où une forge est signalée dès 1456.
À compter de 1145, des moniales s'installent à Fossemore. Elles dépendent des Prémontrés de Dilo (auj. Arces). Le versement de dots leur assurent un revenu foncier notamment à Theil. Mais ces religieuses cessent d'être citées après 1184.
De 1227 à 1308, Fossemore et La Rivière sont des entités de gestion du foncier royal. La Rivière, qui sera momentanément administrée par un bailli royal nommé Lucrator de Mâlay (1245), pourrait avoir été le nom administratif de Theil.
En 1318, Philippe le Long, désireux comme son père d'augmenter sa présence au sein du comté d'Angoulême, cède par échange avec une branche cadette de la famille de Sancerre son héritage foncier rural sénonais (hors pariages). La seigneurie-châtellenie de Mâlay-le-Roi est ainsi constituée, incluant Theil et Fossemore. De 1394 à 1482, la famille de Chancy succède aux de Sancerre à la tête de cette châtellenie.

### Renaissance
Guillaume Griveau, maître de la Monnaie de Troyes acquiert la châtellenie de Mâlay-le-Roi dès 1495 et fixe son domicile à Fossemore. Dans le même temps, il loue aux chevaliers de Rhodes les moulins de Fossemore où se trouvent des forges. Il autorise la recherche de minerai de fer dans l'étendue de sa châtellenie. L'activité métallurgique cesse après 1528 au début du règne de François Ier, après soixante-dix années, et les moulins reprennent leur service du blé (1571-1595). Theil accueille auditoire (1558) et prisons (1619) de la châtellenie. 
Peu après le décès de Guillaume Griveau, la châtellenie est morcelée en huit seigneuries : Mâlay-le-Roi (1545), Villers-Louis (1525), Theil, Noé (1537), Pont-sur-Vanne, Vaumort (1555), Palteau (1559) et Villechétive (1575). La seigneurie constituée à Theil (1560) est aux mains des de Montsaulgeon, venus de Troyes s'établir au sein du bailliage de Sens. En 1586 la seigneurie de La Madeleine est érigée par l'abbaye de Dilo contrainte de financer les armées des souverains Valois. Elle ira de l'épouse de Guillaume Duval, puis à son époux, à Gédéon de Conquérant (1627-1661). Le nom de la seigneurie est certainement tiré de l'héritage des moniales du XIIe siècle.
La famille de Malhortie (1544) constitue une métairie sur le finage qui prend son nom (1575-1602).

### Âge classique
La seigneurie de Theil devient la propriété des Caillet. Cette famille de Chalon-en-Champagne fournit les collaborateurs les plus proches et les plus fidèles du Grand Condé, même durant son exil à Bruxelles. Le prince de Condé jusqu'à son retour d'exil faisait du château de Vallery, dans le Sénonais, la plus importante de ses demeures de province.
La famille Mégret, détentrice du château de Passy, acquiert en 1739 la seigneurie de Theil. Ces intendants d'Auch et de Pau édifient un nouveau château à Theil. Ils vendent la terre et le château à leur cousin le ministre Armand Marc de Montmorin. La boucherie politique décime cette famille (les Républicains font guillotiner quatre membres de la famille et mourir en prison une cinquième ne laissant qu'une seule survivante). Le château neuf est rasé en 1809. Il gît à présent sous la chaussée de l'ancienne route nationale 6, au niveau du carrefour principal. 
Un nouveau château, dit château de La Grève, est édifié au XIXe siècle en direction de Noé et du cours de la Vanne.
L'abbaye de Dilo parvient à rentrer en possession en 1759 du château de Fossemore.

## Politique et administration
| Période | Période          | Identité         | Étiquette | Qualité |
| ------- | ---------------- | ---------------- | --------- | ------- |
|         |                  |                  |           |         |
| 2008    | 31 décembre 2015 | Bernard Coquille |           |         |

## Démographie
L'évolution du nombre d'habitants est connue à travers les recensements de la population effectués dans la commune depuis 1793. À partir du 1er janvier 2009, les populations légales des communes sont publiées annuellement dans le cadre d'un recensement qui repose désormais sur une collecte d'information annuelle, concernant successivement tous les territoires communaux au cours d'une période de cinq ans. 
Pour les communes de moins de 10 000 habitants, une enquête de recensement portant sur toute la population est réalisée tous les cinq ans, les populations légales des années intermédiaires étant quant à elles estimées par interpolation ou extrapolation. Pour la commune, le premier recensement exhaustif entrant dans le cadre du nouveau dispositif a été réalisé en 2005,.
En 2013, la commune comptait 511 habitants, en évolution de −3,22 % par rapport à 2008 (Yonne : −0,46 %, France hors Mayotte : +2,49 %).
| 1793 | 1800 | 1806 | 1821 | 1831 | 1836 | 1841 | 1846 | 1851 |
| ---- | ---- | ---- | ---- | ---- | ---- | ---- | ---- | ---- |
| 334  | 323  | 339  | 320  | 317  | 308  | 400  | 390  | 448  |

| 1856 | 1861 | 1866 | 1872 | 1876 | 1881 | 1886 | 1891 | 1896 |
| ---- | ---- | ---- | ---- | ---- | ---- | ---- | ---- | ---- |
| 434  | 410  | 403  | 373  | 357  | 325  | 354  | 349  | 350  |

| 1901 | 1906 | 1911 | 1921 | 1926 | 1931 | 1936 | 1946 | 1954 |
| ---- | ---- | ---- | ---- | ---- | ---- | ---- | ---- | ---- |
| 342  | 338  | 275  | 259  | 238  | 219  | 220  | 259  | 249  |

| 1962 | 1968 | 1975 | 1982 | 1990 | 1999 | 2005 | 2010 | 2013 |
| ---- | ---- | ---- | ---- | ---- | ---- | ---- | ---- | ---- |
| 275  | 242  | 202  | 344  | 503  | 542  | 528  | 517  | 511  |

## Lieux et monuments

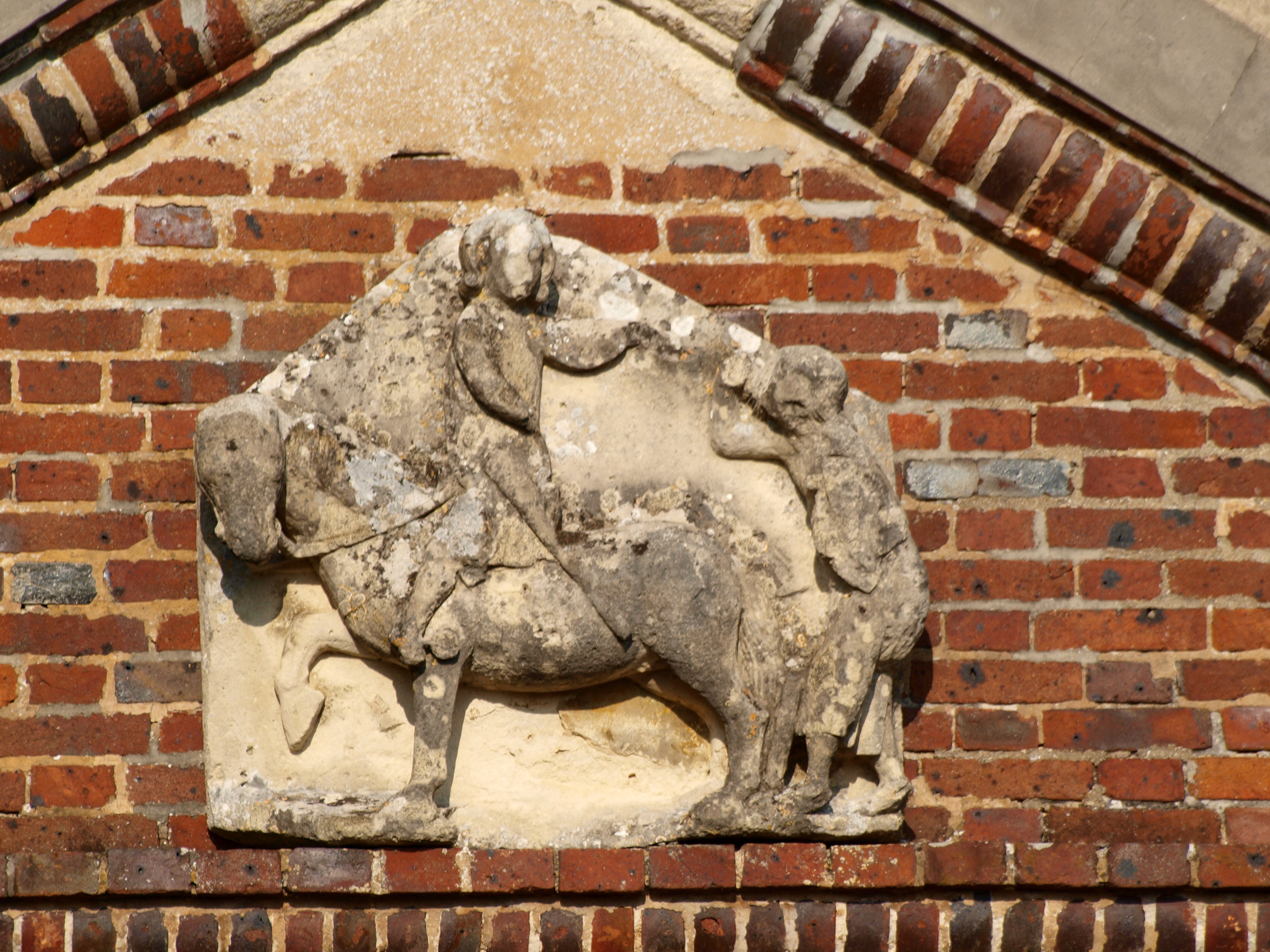
Sur l'église, un haut relief de Saint Martin

- église paroissiale dédiée à saint Martin.
- château de Fossemore : détruit.
- château de La Madeleine : détruit.
- château de Theil, détruit du fait de la révolution française. Son parc a été récemment loti.
- château de La Grève, du XIXe siècle.
- moulin(s) de Fossemore : détruit(s).

## Personnalités liées à la commune
- Guillaume Griveau, maître de la Monnaie de Troyes, il achète la châtellenie de Mâlay-le-Roi, qui englobe Mâlay-le-Roi (auj. Le-Petit), Villiers-Louis, Pont-sur-Vanne, Vaumort, Theil, Vaumort, Noé et Palteau. Il édifie à Fossemor une forge alimentée par les bois de sa châtellenie. Un mineur s'active à Villiers-Louis. À sa mort, et celle rapprochée de son fils aîné, sa succession est morcelée en de nombreuses seigneuries, et la forge est définitivement arrêtée.[réf. nécessaire]
- Armand Marc, comte de Montmorin de Saint-Hérem (1745-1792), ministre des affaires étrangères de Louis XVI, qui y séjourne pendant quelques semaines avant son arrestation. Emprisonné à la Prison de l'Abbaye, il y est assassiné le 2 septembre 1792 lors des massacres de Septembre.

## Pour approfondir